# Liste der Kulturdenkmale in Bad Schussenried

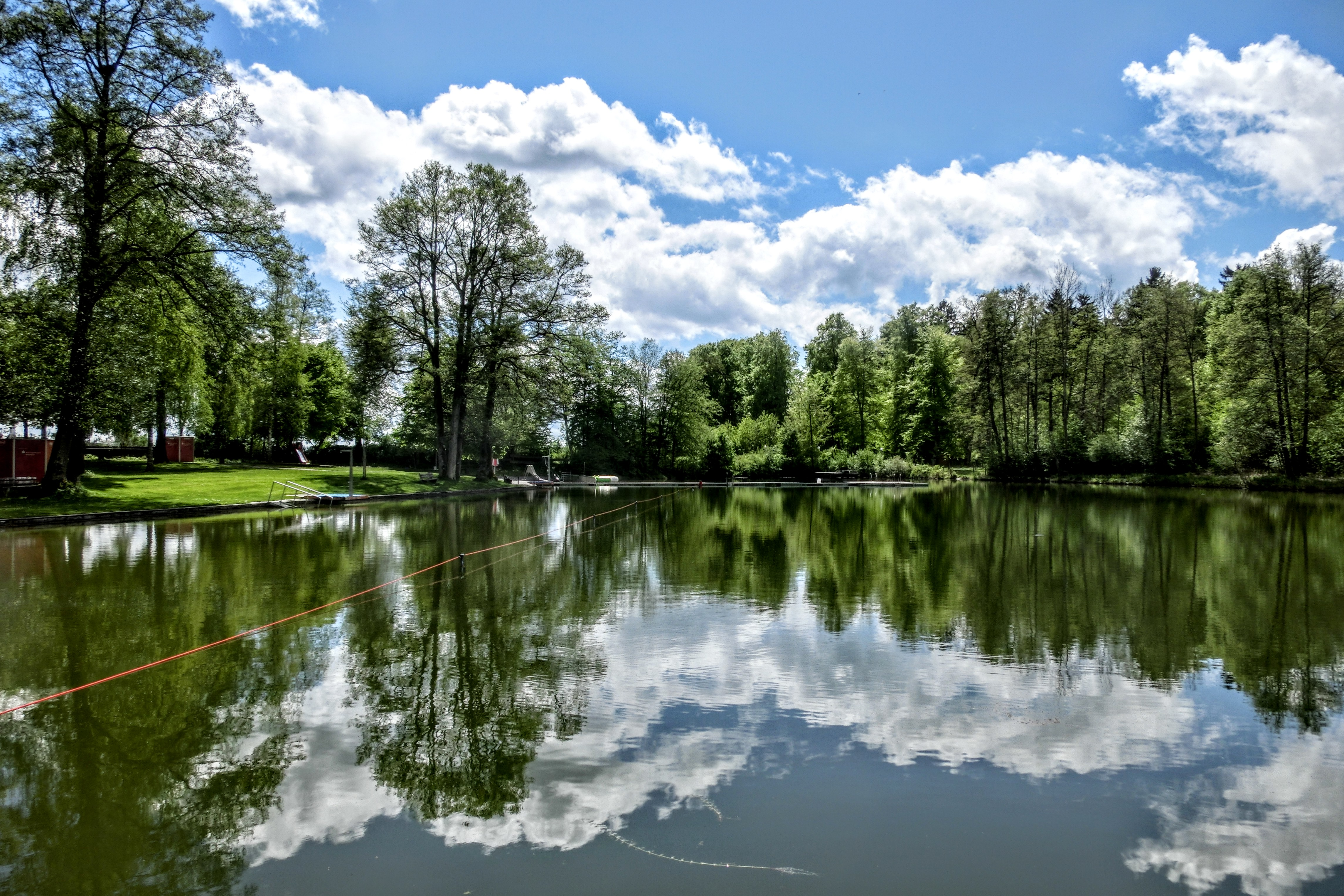

In der Liste der Kulturdenkmale in Bad Schussenried sind alle Bau- und Kunstdenkmale der Stadt Bad Schussenried und ihrer Teilorte verzeichnet, die im „Verzeichnis der unbeweglichen Bau- und Kunstdenkmale und der zu prüfenden Objekte“ des Landesamts für Denkmalpflege Baden-Württemberg verzeichnet sind. Dieses Verzeichnis wurde im Juli 2001 erstellt, die Teilliste für den Landkreis Biberach hat den Stand vom 30. März 2009 und verzeichnet die folgenden unbeweglichen Bau- und Kunstdenkmäler.

## Allgemein
- Bild: Zeigt ein ausgewähltes Bild aus Commons, „Weitere Bilder“ verweist auf die Bilder im Medienarchiv Wikimedia Commons.
- Bezeichnung: Nennt den Namen, die Bezeichnung oder die Art des Kulturdenkmals.
- Lage: Straßenname und Hausnummer oder Flurstücknummer des Kulturdenkmals, gegebenenfalls auch den Ortsteil. Die Grundsortierung der Liste erfolgt nach dieser Adresse. Der Link (Karte) führt zu verschiedenen Kartendiensten mit der Position des Kulturdenkmals. Fehlt dieser Link, wurden die Koordinaten noch nicht eingetragen. Sind diese bekannt, können sie über ein Tool mit einer Kartenansicht einfach nachgetragen werden. In dieser Kartenansicht sind Kulturdenkmale ohne Koordinaten mit einem roten bzw. orangen Marker dargestellt und können durch Verschieben auf die richtige Position in der Karte mit Koordinaten versehen werden. Kulturdenkmale ohne Bild sind an einem blauen bzw. roten Marker erkennbar.
- Datierung: Baubeginn, Fertigstellung, Datum der Erstnennung oder grobe zeitliche Einordnung entsprechend des Eintrags in der zuständigen Denkmaldatenbank (Landesamt für Denkmalpflege Baden-Württemberg).
- Beschreibung: Kurzcharakteristik des Kulturdenkmals.

## Kernstadt Bad Schussenried

### Bad Schussenried
| Bild           | Bezeichnung                               | Lage                                      | Datierung | Beschreibung | ID |
| -------------- | ----------------------------------------- | ----------------------------------------- | --------- | --- | -- |
| Weitere Bilder | Stadtpfarrkirche St. Magnus               | Klosterhof 7 (Karte)                      |           | Ehemalige Klosterkirche des Prämonstratenserklosters, im Kern spätgotische, im 18. Jahrhundert barockisierte Pfeilerbasilika. |    |
|                | Pfarrhaus                                 | Klosterhof 7 (Karte)                      |           | Ehemaliges Abtshaus des Prämonstratenserkloster, 1590 umgebaut Geschützt nach § 1482 DSchG |    |
|                | Kreuzgangflügel                           | Klosterhof 7 (Karte)                      |           | Teil des ehemaligen Prämonstratenserklosters, zweigeschossiger Bau längs des südlichen Seitenschiffs der Klosterkirche, romanischer Kern 1486 mit Gewölben versehen und aufgestockt. Im 18. Jahrhundert barockisiert. |    |
|                | Ehemaliges Prämonstratenserkloster        | Klosterhof 9 und 11/Hüttenwerke 1 (Karte) |           | Alter Konventsbau, Westflügel und Südflügel |    |
| Weitere Bilder | Konventsbau mit Bibliothek                | Neues Kloster 1                           |           | Teil des ehemaligen Prämonstratenserklosters, dreiflügelanlage, 1748 von Dominikus Zimmermann entworfen, 1752–1763 von Jakob Emele erbaut |    |
| Weitere Bilder | Torhaus                                   | Klosterhof 2 (Karte)                      |           | Teil des ehemaligen Prämonstratenserklosters, Anfang 17. Jahrhundert, Turm 1743 erneuert |    |
|                | Ehemaliges Gemeindehaus                   | Klosterhof                                |           | Teil des ehemaligen Prämonstratenserklosters, zweigeschossiger Rechteckbau mit Stufengiebel und Satteldach, erste Hälfte 16. Jahrhundert mit Veränderungen des 19. Jahrhunderts |    |
| Weitere Bilder | Gastbau                                   | Klosterhof 4 (Karte)                      |           | Teil des ehemaligen Prämonstratenserklosters, zweigeschossiger Rechteckbau mit Satteldach und Volutengiebel, in der ersten Hälfte des 18. Jahrhunderts umgebaut Geschützt nach §§ 17. Jahrhundert DSchG |    |
|                | Klostermauer                              | Hüttenwerk 7                              |           | Teil des ehemaligen Prämonstratenserklosters, Mauer mit überdecktem Arkadengang an der westlichen Innenseite, Entwurf von Dominikus Zimmermann 1738, §28 |    |
|                | Ehemaliges Komödienhaus des Klosters      | Biberacher Straße 35 (Karte)              |           | Teil des ehemaligen Prämonstratenserklosters, mit darunter liegenden Bierkellern, zweigeschossiges, verputztes Gebäude mit Walmdach, nach 1842 Gaststätte, heute Teil des Zentrums für Psychiatrie Geschützt nach § 1722 DSchG | BW |
|                | Mauern und Freiflächen                    | (Karte)                                   |           | Teil des ehemaligen Prämonstratenserklosters, (§12) |    |
|                | Kapelle                                   | Biberacher Straße 37 (Karte)              |           | Teil des ehemaligen Prämonstratenserklosters, kleiner Massivbau mit Walmdach, an der Straßenseite zwischen Pilastergliederung zwei Rundbogenöffnungen, links mit der figürlichen Darstellung Christi am Ölberg, rechts des Kerkerchristus, Figuren 1812, §2 Geschützt nach § 1749 DSchG                                                                                                  | BW |
|                | „Zellenbau“ oder „Westliche Flügelbauten“ | Neues Kloster 5                           |           | Teil der ehemaligen königliche Heil- und Pflegeanstalt, Geschlossene Abteilung für Männer, eingeschossiger, lang gestreckter und verputzter Massivbau auf heute L-förmigem Grundriss, §2 Geschützt nach § 1875 DSchG |    |
|                | „Zellenbau“ oder „Westliche Flügelbauten“ | Neues Kloster 6                           |           | Teil der ehemaligen königliche Heil- und Pflegeanstalt, Geschlossene Abteilung für Frauen, eingeschossiger, lang gestreckter und verputzter Massivbau auf heute L-förmigem Grundriss, teilweise erhaltene Ummauerung Geschützt nach § 1875 DSchG |    |
|                | Beamtenwohnhaus                           | Klosterhof 3 (Karte)                      |           | Teil der ehemaligen königliche Heil- und Pflegeanstalt, dreigeschossiges, verputztes Gebäude, für die beiden Oberärzte und den Ökonomieverwalter errichtet, mit zugehörigem, gusseisernem Pavillon im Garten Geschützt nach § 1901 DSchG | BW |
|                | Leichenhaus                               | Biberacher Straße 39 (Karte)              |           | Teil der ehemaligen königliche Heil- und Pflegeanstalt, eingeschossiger Massivbau in barocker Formensprache, mit zugehörigem Tor an der Biberacher Straße Geschützt nach § 1901 DSchG | BW |
|                | Backsteinmauern                           | (Karte)                                   |           | Teil der ehemaligen königliche Heil- und Pflegeanstalt, §2 Geschützt nach §§ 19. Jahrhundert DSchG | BW |
|                | Laufbrunnen                               | bei Biberacher Straße 44                  |           | reich verzierter Brunnenstock und rechteckiger Trog, Gusseisen, §2 Geschützt nach § 1893 DSchG |    |
|                | Wegkapelle                                | Buchauer Straße 23/1, BC 1366 (Karte)     |           | kleiner Massivbau, über dem spitzbogigen Eingang in den Putz eingelassene Kreuze, im Inneren Heiligenfigur, §2 Geschützt nach §§ 19. Jahrhundert DSchG | BW |
|                | Klosterdiener-Wohnhaus                    | Fischerhausstraße 12 (Karte)              |           | zweigeschossiges, verputztes Gebäude mit Mansardwalmdach, im Auftrag des Prämonstratenserstiftes von Jakob Emele erbaut, Dachausbau 1927, §2 Geschützt nach § 1751 DSchG | BW |
|                | Kreissparkasse                            | Marktplatz 1 (Karte)                      |           | Ehemaliges „Gasthaus Löwen“, zweigeschossiges Fachwerkhaus mit Satteldach, als Gerichts- und Gasthaus des Klosters erbaut, am massiven Erdgeschoss Sandsteinwappen des Bauherrn Abt Johann Wittmayer, §28 (§2) Geschützt nach § 1513 DSchG |    |
|                | Georg-Kaeß-Schule                         | Schulstraße 15 (Karte)                    |           | Benannt nach ihrem Stifter Georg Kaeß, ein aus Schussenried stammender Unternehmer, dreigeschossiger, verputzter Massivbau in barocker Formensprache: Mansardwalmdächer und geschweifter Giebel über dem Haupteingang, Wandgliederung mittels Pilaster, aufwändige Fensterverdachungen, 1911 um drei Schulsäle erweitert, §2 Geschützt nach § 1908 DSchG                                 | BW |
|                | Wirtshausschild                           | Wilhelm-Schussen-Straße 7 (Karte)         |           | Wirtshausschild vom ehemaligen „Gasthaus Bären“, vollplastische Figur eines Tanzbären auf Konsole, §2 Geschützt nach §§ 20. Jahrhundert DSchG | BW |
|                | Alte Apotheke                             | Wilhelm-Schussen-Straße 23 (Karte)        |           | Dreigeschossiges Gebäude, Erdgeschoss und erstes Obergeschoss massiv, zweites Obergeschoss und Giebel Fachwerk, wohl 1670 auf den Grundmauern der 1180 errichteten und 1638 fast völlig abgebrannten ortsadeligen Burg errichtet, in die 1183 die ersten Prämonstratenser vor dem Bau einer eigenen Klosteranlage eingezogen waren, später Vogts- und Amtshaus, seit 1833 Apotheke. §2   |    |
|                | Hausfigur St. Veit                        | Wilhelm-Schussen-Straße 24 (Karte)        |           | In einer gerahmten Nische hölzerne Figur des Heiligen im Kessel, stammt aus der 1831 abgebrochenen Veitskapelle, §2 Geschützt nach §§ 17. Jahrhundert DSchG | BW |
|                | Gasthaus                                  | Wilhelm-Schussen-Straße 28 (Karte)        |           | Ehemaliges Postgebäude, zweigeschossiger Massivbau mit Satteldach, unter Abt Martin Dietrich (Wappen an der Westfassade) als Dienstwohnung des Kanzleipräfekten erbaut, §2 Geschützt nach § 1612 DSchG | BW |
| Weitere Bilder | Rathaus                                   | Wilhelm-Schussen-Straße 36 (Karte)        |           | Mitteltrakt dreigeschossig mit Satteldach, die beiden Eckpavillons jeweils mit zusätzlichem Mezzaningeschoss und Mansarddach, von Jakob Emele als herrschaftliche Kaserne für das Reichskontingent und Untersuchungsgefängnis erbaut, nach der Säkularisation diente es als Beamtenwohnhaus, später Schule, seit 1837 auch Rathaus, seit 1977 ausschließlich Geschützt nach § 1758 DSchG |    |
|                | Rathausbrunnen                            | Wilhelm-Schussen-Straße 36 (Karte)        |           | Runde, flache Brunnenschale und madonnenbekrönte Brunnensäule, §2 Geschützt nach §§ zweite Hälfte 19. Jahrhundert DSchG |    |
|                | Bauernhaus                                | Wilhelm-Schussen-Straße 46 (Karte)        |           | Zweigeschossiges, verputztes Fachwerkhaus mit Walmdach, als Einhaus errichtet, im 19. Jahrhundert um einen nördlichen Wohnteil erweitert, §2 Geschützt nach § 1570 DSchG | BW |

Außerhalb der Ortslage:
| Bild | Bezeichnung                   | Lage                           | Datierung | Beschreibung | ID |
| ---- | ----------------------------- | ------------------------------ | --------- | --- | -- |
|      | Kapelle St. Maria und Ottilie | Fischerplatz 1                 |           | Flstnr. 317/1, Massivbau mi rundbogigem, vergittertem Eingang, alter Baumbestand innerhalb (erneuerter) Einfriedung, §2 Geschützt nach § 1872 DSchG |    |
|      | Josefskapelle                 | BC 2038, Gewann “Schorrenwald” |           | Kleiner Massivbau mit spitzbogigem Eingang, §2 Geschützt nach §§ um 1900 DSchG                                                                      |    |
|      | Wegkreuz                      | BC 1688                        |           | Holz, am Corpus Reste von Farbfassung, §2 Geschützt nach §§ 19. Jahrhundert DSchG                                                                   |    |

### Ortsteile
| Bild | Bezeichnung                | Lage                                                   | Datierung | Beschreibung | ID |
| ---- | -------------------------- | ------------------------------------------------------ | --------- | --- | -- |
|      | Bauernhaus                 | Aichbühl, Riedweg 14 (Karte)                           |           | Zweigeschossiges Einhaus mit abgewalmtem Dach über dem Wohnteil, Ökonomie später erneuert, §2 Geschützt nach § 1772 DSchG | BW |
|      | Kapelle St. Anna           | Dunzenhausen, bei Gebäude Nr. 1                        |           | Rechteckbau mit eingezogenem, halbrundem Chor, barocke Ausstattung, §2 Geschützt nach §§ Anfang 18. Jahrhundert DSchG |    |
|      | Wegkreuz                   | Dunzenhausen, BC 1684                                  |           | Reich verziert, Inschriftensockel aus Sandstein, gusseisernes Kruzifix, §2 Geschützt nach § 1879 DSchG |    |
|      | Bildstock                  | Enzisweiler, BC 2037                                   |           | verputzt, Rundbogennische, §2 Geschützt nach §§ um 1800 DSchG |    |
|      | Gemeindewaaghaus           | Kleinwinnaden, Biberacher Straße 135 (Karte)           |           | Kleiner Holzschuppen mit Pultdach, im Inneren Viehwaage, §2 Geschützt nach §§ um 1920 DSchG | BW |
|      | Spritzenhaus               | Kleinwinnaden, Schussenweg 11 (Karte)                  |           | Kleiner Holzschuppen mit Satteldach, im Inneren zwei alte Feuerspritzen, §2 Geschützt nach §§ um 1910 DSchG | BW |
|      | Bildstock                  | Krankenhaus, BC 2224, Aulendorfer Straße (Flstnr. 445) |           | Bildstock mit barocker Sandsteinfigur Madonna mit dem Kind, Figur vermutlich noch 17. Jahrhundert, §2 Geschützt nach §§ um 1820 DSchG |    |
|      | Kapelle St. Anna           | Kürnbach, Alte Straße 35 (Karte)                       |           | Rechteckbau mit eingezogenem, halbrundem Chor, Außengliederung mit Pilastern, offener Glockenstuhl, barocke Ausstattung, §28 Geschützt nach §§ 18. Jahrhundert DSchG |    |
|      | „Kürnbachhaus“             | Kürnbach, Ayweg 26 (Karte)                             |           | Erdgeschoss Bohlenwände, Obergeschoss Zierfachwerk, strohgedecktes Walmdach, Ständerbau mit der Gefachfolge Wohnen – Küchenflur – Tenne – Stall, heute Teil des Kreisfreilichtmuseums Kürnbach. (Die in das Freilichtmuseum translozierten Kulturdenkmale sind Museumsgut und daher nicht Bestandteil dieses Verzeichnisses.), §28 Geschützt nach § 1664 DSchG |    |
|      | Wegkreuz                   | Kürnbach, BC 1903                                      |           | reich verziert, Inschriftensockel aus Sandstein, gusseisernes Kruzifix, §2 Geschützt nach § 1907 DSchG |    |
|      | Wegkreuz                   | Kürnbach, BC 1904                                      |           | reich verziert, Inschriftensockel aus Sandstein, gusseisernes Kruzifix, §2 Geschützt nach §§ um 1900 DSchG |    |
|      | Wegkreuz                   | Lauhaus, BC 396                                        |           | reich verziert, Inschriftensockel aus Sandstein, gusseisernes Kruzifix, §2 Geschützt nach § 1877 DSchG |    |
|      | Marienkapelle              | Olzreute, Hervetsweiler Straße 16 (Karte)              |           | Geschützt nach § 1746 DSchG | BW |
|      | Sühnekreuz                 | Olzreute, BC 397                                       |           | kleines Steinkreuz, nach Straßenbau wieder aufgestellt, §2 Geschützt nach §§ 15./16. Jahrhundert DSchG |    |
|      | Wegkreuz                   | Olzreute, BC 1475                                      |           | reich verziert, Inschriftensockel aus Sandstein, gusseisernes Kruzifix, §2 Geschützt nach § 1900 DSchG |    |
|      | Wohnhaus                   | Roppertsweiler, Mangenweiherweg 6 (Karte)              |           | Verputztes Fachwerkgebäude mit vorkragenden Giebelgeschossen und langen Knaggen, Geschützt nach §§ 17. Jahrhundert DSchG | BW |
|      | Wappenschild               | Roppertsweiler, Pfeiffergäßle 5 (Karte)                |           | Über dem früheren Scheunentor reich verziertes, hölzernes Wappen des Abtes Didakus Ströbele, §2 Geschützt nach §§ um 1720 DSchG | BW |
|      | Wegkreuz                   | Sennhof, BC 1690                                       |           | reich verziert, Inschriftensockel aus Sandstein, gusseisernes Kruzifix, §2 Geschützt nach §§ um 1900 DSchG |    |
|      | Kreuzweg                   | St. Martin, BC 1689, Olzreuter Straße                  |           | vom früheren Oberen Tor zur Friedhofskapelle führend, 1812 erneuert, §2 Geschützt nach § 174 DSchG |    |
|      | Friedhofskirche St. Martin | St. Martin, Nr. 1, 4 (Flstnr. 194/1) (Karte)           |           | Breiter, ostwärts dreiseitig geschlossener Rechteckbau, im Westen mit einer kleinen Vorhalle, unter Abt Martin Dietrich errichtet, um 1745 unter Abt Siard Frick erneuert, §28 Geschützt nach § 1613 DSchG | BW |
|      | Totengräberhaus            | St. Martin, Nr. 1, 4 (Flstnr. 194/1)                   |           | eingeschossiges Gebäude mit Walmdach, weitgehend ummauertem Friedhof, sowie Friedhofskreuz von 1863, (§12) |    |
|      | Wegkreuz                   | St. Martin, BC 1479                                    |           | reich verziert, Inschriftensockel aus Sandstein, gusseisernes Kruzifix, §2 Geschützt nach § 1863 DSchG |    |
|      | Wohnhaus                   | Weihersägmühle, Sägmühlenweg 7                         |           | Eingeschossig mit Krüppelwalmdach, Geschützt nach §§ um 1910 DSchG |    |
|      | Tauben- und Hühnerhaus     | Zeller Hof, Nr. 6 (Karte)                              |           | Oktogonaler Holzbau für Hühner mit ebenfalls achteckigem Taubenhausaufsatz, §2 Geschützt nach §§ Anfang 19. Jahrhundert DSchG | BW |

## Stadtteil Otterswang

### Otterswang
| Bild           | Bezeichnung                            | Lage                        | Datierung       | Beschreibung | ID |
| -------------- | -------------------------------------- | --------------------------- | --------------- | --- | -- |
| Weitere Bilder | Pfarrhaus                              | Jakob-Emele-Platz 4 (Karte) | 1719            | Zweigeschossiger Steinbau mit Volutengiebeln, reiche Innenausstattung, von Michael Mohr unter Abt Innocenz Schmid (dessen Wappen über dem Eingang) errichtet Geschützt nach § 28 DSchG |    |
| Weitere Bilder | Ummauerter Pfarrgarten                 | Jakob-Emele-Platz 4 (Karte) |                 | Geschützt nach § 12 DSchG |    |
| Weitere Bilder | Katholische Pfarrkirche St. Oswald     | Jakob-Emele-Platz 6 (Karte) | 1777/79         | von Jakob Emele im Auftrag des Klosters Schussenried errichtet, reiche Ausstattung u. a. mit Malereien von Andreas Meinrad von Ow Geschützt nach § 28 DSchG                            |    |
| Weitere Bilder | Ummauerter Kirchhof und Kriegerdenkmal | Jakob-Emele-Platz 6 (Karte) |                 | Geschützt nach § 12 DSchG |    |
|                | Taglöhnerhaus                          | Schussentalweg 4 (Karte)    | 18. Jahrhundert | Kleines Gebäude mit Krüppelwalmdach, im Inneren entkernt, möglicherweise Armenhaus Geschützt nach §§ P DSchG                                                                           | BW |
|                | Bildstock                              | BC 476                      | um 1800         | Kleiner Massivbau, in rundbogiger Figurennische eingepasstes Tafelbild Geschützt nach § 2 DSchG                                                                                        |    |
|                | Kapelle                                | BC 1941                     | 19. Jahrhundert | Kleiner Massivbau, über dem Zugang Christusmonogramm, im Inneren hölzerne Christusfigur Geschützt nach § 2 DSchG                                                                       |    |

### Ortsteile
| Bild | Bezeichnung                       | Lage                                                    | Datierung            | Beschreibung | ID |
| ---- | --------------------------------- | ------------------------------------------------------- | -------------------- | --- | -- |
|      |                                   | Burg, Burg 1 (Karte)                                    | um 1900              | Hofanlage Geschützt nach §§ P DSchG | BW |
|      | Bildstock                         | Fünfhäuser, BC 1694                                     |                      | Kleiner Massivbau, in rundbogiger Figurennische eingepasstes Tafelbild Geschützt nach § 2 DSchG |    |
|      | Kapelle St. Maria und Wendelin    | Hopferbach, Wendelinusstraße 9 (Karte)                  | 1739                 | Rechteckbau mit eingezogenem, halbkreisförmigem Chor, Volutengiebel, turmartiger Dachreiter des 20. Jahrhunderts Geschützt nach § 28 DSchG | BW |
|      | Wegkreuz                          | Hopfenbach, BC 1372                                     | 19. Jahrhundert      | Hölzernes Hochkreuz, Balkenenden kleeblattförmig, Corpus Viernageltypus Geschützt nach § 2 DSchG |    |
|      | Pavillon                          | Schwaigfurt, Nr. 1, (auf der Insel, Flstnr. 34) (Karte) | 1777                 | Im Grundriss ein gestrecktes Oktogon, eingeschossig mit Mansarddach, im Innern mythologisches Stuckrelief von Johann Georg Wieland, aus Mitteln der Klosterschule unter Abt Joseph Krapf von Jakob Emele erbaut, mit Gartenhausvorhalle und Hofraum Geschützt nach § 28 DSchG | BW |
|      | Kapelle St. Agatha und Margaretha | Schwaigfurt, Nr. 1f (Karte)                             |                      | Kleiner Rechteckbau mit dreiseitigem Chorabschluss, an den Außenwänden flache Pilastergliederung, einfache, barocke Ausstattung im Inneren Geschützt nach § 28 DSchG | BW |
|      | Wegkapelle                        | Laimbach, BC 1033                                       | 1866                 | Kleiner, verputzter Backsteinbau mit Blechdach Geschützt nach § 2 DSchG |    |
|      | Wegkreuz                          | Laimbach, BC 1034                                       | Ende 19. Jahrhundert | Sandstein, Inschriftensockel in bauchiger Form Geschützt nach § 2 DSchG |    |
|      | Wegkreuz                          | Laimbach, BC 1037                                       | 1902                 | Sockel Sandstein, Kreuz Gusseisen, laut Inschrift anlässlich des Todes von Bauer Franz Häckler aus Laimbach errichtet Geschützt nach § 2 DSchG |    |
|      | Wegkreuz                          | Laimbach, BC 1038                                       | 1898                 | Sandstein, Inschriftensockel in bauchiger Form Geschützt nach § 2 DSchG |    |
|      | Wegkreuz                          | Laimbach, BC 1274                                       | um 1860              | Hoher Steinsockel und gusseisernes Kreuz Geschützt nach § 2 DSchG |    |
|      | Wegkreuz                          | Laimbach, BC 1907                                       | 1871                 | Hoher Steinsockel mit Inschriftentafel, gusseisernes Kreuz Geschützt nach § 2 DSchG |    |

## Stadtteil Reichenbach

### Reichenbach
| Bild | Bezeichnung                                            | Lage                                               | Datierung                     | Beschreibung | ID |
| ---- | ------------------------------------------------------ | -------------------------------------------------- | ----------------------------- | --- | -- |
|      | Katholische Pfarrkirche St. Sebastian, Blasius, Agatha | Kirchgässle 1 (Karte)                              | 1460                          | 1735 barockisiert, Altäre von dem Weingartner Kunstschreiner Joachim Früholz, 1753, die Gemälde (Kirchenpatrone) von Franz Georg Herrmann, 1756, Kanzel 1736 Geschützt nach § 28 DSchG |    |
|      |                                                        | Kirchgässle                                        |                               | Ummauerter Friedhof, Inschriftentafeln in den Mauernischen, Kriegerdenkmal und Lourdesgrotte Geschützt nach § 12 DSchG                                                                 |    |
|      | Kapelle St. Blasius                                    | Schussenrieder Straße 1 (Karte)                    | zweite Hälfte 18. Jahrhundert | Kleiner, verputzter Massivbau mit umlaufendem Traufgesims, im Giebel Figurennische Geschützt nach § 2 DSchG                                                                            | BW |
|      | Zehntscheune                                           | Steinhauser Straße 4 (Karte)                       | 1713                          | heute zweigeschossiges Wohnhaus mit Scheune, verputztes Gebäude mit umlaufendem Traufgesims, Ortganggesims und Giebelzier Geschützt nach § 2 DSchG                                     | BW |
|      | Pfarrhaus                                              | Steinhauser Straße 5 (Karte)                       | 1821                          | Über hohem Sockel zweigeschossiges Gebäude mit Mitteleingang über Freitreppe, Walmdach, sowie anschließendem, ummauertem Pfarrgarten Geschützt nach § 2 DSchG                          | BW |
|      | Kapelle St. Ottilie                                    | „Schussenrieder Straße 50“ (Flstnr. 373/5) (Karte) | um 1800                       | Kleiner, verputzter Massivbau mit rundbogigem Zugang, umlaufendem Traufgesims und Walmdach Geschützt nach § 2 DSchG                                                                    | BW |
|      | Sühnekreuz                                             | „Bei der Ottilie“, BC 1137 (Karte)                 | 15./16. Jahrhundert           | Kalksteinkreuz, breitflächig, betonte Schaft- und minimale Balkenverbreiterung Geschützt nach § 2 DSchG                                                                                |    |
|      | Sühnekreuz                                             | BC 1136 (Flstnr. 23)                               | 15./16. Jahrhundert           | Sandsteinkreuz mit relativ langen Balken Geschützt nach § 2 DSchG |    |
|      | Wegkreuz                                               | BC 1369, an der Steinhauser Straße                 | 1878                          | Sandstein, Inschriftensockel in bauchiger Form Geschützt nach § 2 DSchG |    |

### Ortsteile
| Bild | Bezeichnung | Lage                                  | Datierung | Beschreibung                                                                                     | ID |
| ---- | ----------- | ------------------------------------- | --------- | ------------------------------------------------------------------------------------------------ | -- |
|      | Bildstock   | Sattenbeuren, BC 185                  |           | kleiner Massivbau mit rundbogiger Figurennische, eingepasstes Tafelbild Geschützt nach § 2 DSchG |    |
|      | Wegkreuz    | Sattenbeuren, am Ortsweg (Flstnr. 39) | 1906      | reich verziert, Inschriftensockel aus Sandstein, gusseisernes Kruzifix Geschützt nach § 2 DSchG  |    |

## Stadtteil Steinhausen

### Steinhausen
| Bild | Bezeichnung                         | Lage                                           | Datierung | Beschreibung | ID |
| ---- | ----------------------------------- | ---------------------------------------------- | --------- | --- | -- |
|      | Fachwerkgiebel                      | Dominikus-Zimmermann-Straße 1 (Karte)          | um 1730   | am ehemaligen Mesnerhaus, 1976 zum Ökonomiegebäude umgebaut Geschützt nach § 2 DSchG | BW |
|      | Wallfahrtskirche St. Peter und Paul | Dominikus-Zimmermann-Straße 2 (Karte)          | 1728      | von Dominikus Zimmermann Geschützt nach § 28 DSchG |    |
|      | Schmiede                            | Dorfstraße 1a (Karte)                          | um 1800   | Schmiedewerkstatt mit Wohnung im Obergeschoß Geschützt nach § 2 DSchG |    |
|      | Gasthof „Zur Linde“                 | Ingoldinger Straße 2 (Karte)                   | 1609      | Hofanlage Gasthof zur Linde, zweigeschossiger Massivbau, im Kern von 1609 (datierter Wappenstein, versetzt neben die Eingangstür), erneuert um 1740 mit Fassadenmalerei; Stallscheuer, Sachgesamtheit Geschützt nach § 2 DSchG | BW |
|      | Handwerkerhaus                      | Weiherweg 6 (Karte)                            | um 1700   | heute Wohnhaus, eingeschossig, Scheueranbau von 1859, heute Garagen, (nicht Bestandteil des Kulturdenkmals) Geschützt nach § 2 DSchG                                                                                           | BW |
|      | Wegkreuz                            | an der Schienenhofstraße, BC 288 (Flstnr. 264) | 1865      | hoher Steinsockel, Kruzifix Gusseisen Geschützt nach § 2 DSchG |    |
|      | Wegkreuz                            | an der Schienenhofstraße, BC 184 (Flstnr. 287) | 1868      | hoher Steinsockel, Kruzifix Gusseisen Geschützt nach § 2 DSchG |    |
|      | Wegkreuz                            | BC 1252                                        | um 1870   | hoher Steinsockel, Kruzifix Gusseisen Geschützt nach § 2 DSchG |    |
|      | Wegkreuz                            | BC 1253                                        | um 1870   | hoher Steinsockel, Kruzifix Gusseisen Geschützt nach § 2 DSchG |    |

### Ortsteile
| Bild | Bezeichnung         | Lage                       | Datierung | Beschreibung | ID |
| ---- | ------------------- | -------------------------- | --------- | --- | -- |
|      | Gasthof „Zur Linde“ | Schienenhof, Nr. 4 (Karte) | 1798      | Wohn- und Gasthaus, ursprünglich Ökonomiegebäude des Schienenhofs, zweigeschossiges Fachwerkhaus mit Walmdach, seit 1828 Gasthof; sowie Eis- und Bierkeller 1867 Geschützt nach § 2 DSchG |    |